# Fabio Cannavaro
Fabio Cannavaro, Ufficiale OMRI (n. 13 septembrie 1973, Napoli, Italia) este un fotbalist italian retras din activitate, care a jucat pe post de fundaș sau fundaș central la echipe ca Parma, Juventus și Real Madrid. Pe plan internațional, are prezențe la națională pentru Italia și Italia U21⁠(d). După încheierea carierei, a devenit antrenor, și antrenează în prezent pe GNK Dinamo Zagreb.
Este recordmenul de selecții la echipa națională a Italiei, cu care a devenit în 2006 campion mondial.
Cannavaro a fost primul fundaș numit de FIFA fotbalistul anului, și primul fundaș după Matthias Sammer în 1996 care a câștigat premiul Fotbalistul European al Anului; ambele distincții i-au fost conferite în 2006. A fost selecționat de două ori în echipa FIFPro World XI în 2005–06 și în 2006–07.

## Statistici
| Performanță club      | Performanță club      | Performanță club      | Campionat | Campionat | Cupă            | Cupă            | Continental | Continental | Total   | Total  |
| Sezon                 | Club                  | Divizie               | Meciuri   | Goluri    | Meciuri         | Goluri          | Meciuri     | Goluri      | Meciuri | Goluri |
| Italia                | Italia                | Italia                | Campionat | Campionat | Coppa Italia    | Coppa Italia    | Europa      | Europa      | Total   | Total  |
| --------------------- | --------------------- | --------------------- | --------- | --------- | --------------- | --------------- | ----------- | ----------- | ------- | ------ |
| 1992–93               | Napoli                | Serie A               | 2         | 0         | 1               | 0               | 0           | 0           | 3       | 0      |
| 1993–94               | Napoli                | Serie A               | 27        | 0         | 2               | 0               | –           | –           | 29      | 0      |
| 1994–95               | Napoli                | Serie A               | 29        | 1         | 4               | 0               | 3           | 0           | 36      | 1      |
| 1995–96               | Parma                 | Serie A               | 29        | 1         | 0               | 0               | 6           | 0           | 35      | 1      |
| 1996–97               | Parma                 | Serie A               | 27        | 0         | 1               | 0               | 2           | 0           | 30      | 0      |
| 1997–98               | Parma                 | Serie A               | 31        | 0         | 6               | 0               | 7           | 0           | 44      | 0      |
| 1998–99               | Parma                 | Serie A               | 30        | 1         | 7               | 0               | 8           | 0           | 45      | 1      |
| 1999–2000             | Parma                 | Serie A               | 31        | 2         | 3               | 0               | 9           | 1           | 43      | 3      |
| 2000–01               | Parma                 | Serie A               | 341       | 0         | 7               | 0               | 6           | 0           | 47      | 0      |
| 2001–02               | Parma                 | Serie A               | 31        | 1         | 5               | 0               | 9           | 0           | 45      | 1      |
| 2002–03               | Internazionale        | Serie A               | 28        | 0         | 0               | 0               | 12          | 1           | 40      | 1      |
| 2003–04               | Internazionale        | Serie A               | 22        | 2         | 3               | 0               | 9           | 0           | 34      | 2      |
| 2004–05               | Juventus              | Serie A               | 38        | 2         | 0               | 0               | 9           | 1           | 47      | 3      |
| 2005–06               | Juventus              | Serie A               | 36        | 4         | 2               | 0               | 9           | 0           | 47      | 4      |
| Spania                | Spania                | Spania                | Campionat | Campionat | Copa del Rey    | Copa del Rey    | Europa      | Europa      | Total   | Total  |
| 2006–07               | Real Madrid           | La Liga               | 32        | 0         | 1               | 0               | 6           | 0           | 39      | 0      |
| 2007–08               | Real Madrid           | La Liga               | 33        | 0         | 1               | 0               | 6           | 0           | 40      | 0      |
| 2008–09               | Real Madrid           | La Liga               | 29        | 0         | 1               | 0               | 7           | 0           | 37      | 0      |
| Italia                | Italia                | Italia                | Campionat | Campionat | Coppa Italia    | Coppa Italia    | Europa      | Europa      | Total   | Total  |
| 2009–10               | Juventus              | Serie A               | 27        | 0         | 1               | 0               | 5           | 0           | 33      | 0      |
| Emiratele Arabe Unite | Emiratele Arabe Unite | Emiratele Arabe Unite | Campionat | Campionat | President's Cup | President's Cup | Asia        | Asia        | Total   | Total  |
| 2010–11               | Al-Ahli Dubai         | UAE Pro League        | 16        | 2         | 0               | 0               | 0           | 0           | 16      | 2      |
| Total                 | Total                 | Total                 | 532       | 17        | 45              | 0               | 113         | 3           | 690     | 19     |